# Blekarv
Blekarv (Stellaria pallida Retz.) är en växtart i familjen nejlikväxter.
Ett numera föråldrat namn var Stellaria media ssp pallida.

## Källa
1. ↑  Thomas Karlsson & Magdalena Agestam: Checklista över Nordens kärlväxter, v 2014‑07‑05